# Мельница Гергардта
Ме́льница Ге́ргардта, или ме́льница Груди́нина — здание паровой мельницы начала XX века, разрушенное в дни Сталинградской битвы и не восстановленное как память о войне. Входит в состав Музея-заповедника «Сталинградская битва».

## История создания
История мельницы начинается в 1899 году, когда семья предпринимателей Гергардтов получила разрешение на постройку мукомольного комплекса на «Балканах» (вышедшее из употребления неофициальное название северной окраины Царицына, примерно от современного Дома Офицеров до Волги по имени Балканской площади). Выделенный участок под номером 346 ограничивался с севера Тамбовской улицей (современная Наумова), с волжской, восточной стороны Архангельской улицей (сейчас — Чуйкова), с юга Казанской улицей (до войны Солнечная, сейчас имени 13 Гвардейской дивизии), с запада Пензенской улицей (современная Советская). Транспортная логистика была очень удобной: с запада от Грязе-Царицынской железной дороги (сейчас — действующие пути Волгоградского отделения Приволжской железной дороги) до мельницы вела железнодорожная колея (демонтирована после Великой Отечественной), с востока несколько десятков метров до волжской пристани и Юго-Восточной железной дороги (пути по волжскому берегу демонтированы в 1930-х годах). До строительства на этом месте находился незаконный самострой. Строительство началось в июне 1899 года. 20 июля 1900 года мельница была введена в эксплуатацию, а продажи муки начались 1 августа 1900 года. Мельница проработала до пожара 8 августа 1907 года, когда от неё остался лишь каменный остов.
На этом же месте к маю 1908 года было построено новое здание. Несмотря на название «мельница», был построен пищевой перерабатывающий комплекс, где кроме мукомольного находились также рыбокоптильный, маслобойный, хлебопекарный цеха, склады готовой продукции. В техническом оснащении были применены самые передовые технологии своего времени: собственный электрогенератор, давший независимость от городской электросети, собственная котельная, от которой сохранилась кирпичная труба, внутренние механические транспортёры (сохранились разбитые остатки). В 1911 году на предприятии «Гергардт и наследники» работало 78 рабочих при 165 рабочих днях с продолжительностью рабочего дня 10,5 часов. Выплаченная заработанная плата за год составила 10 342 рубля, годовой оборот предприятия 1 270 000 рублей.

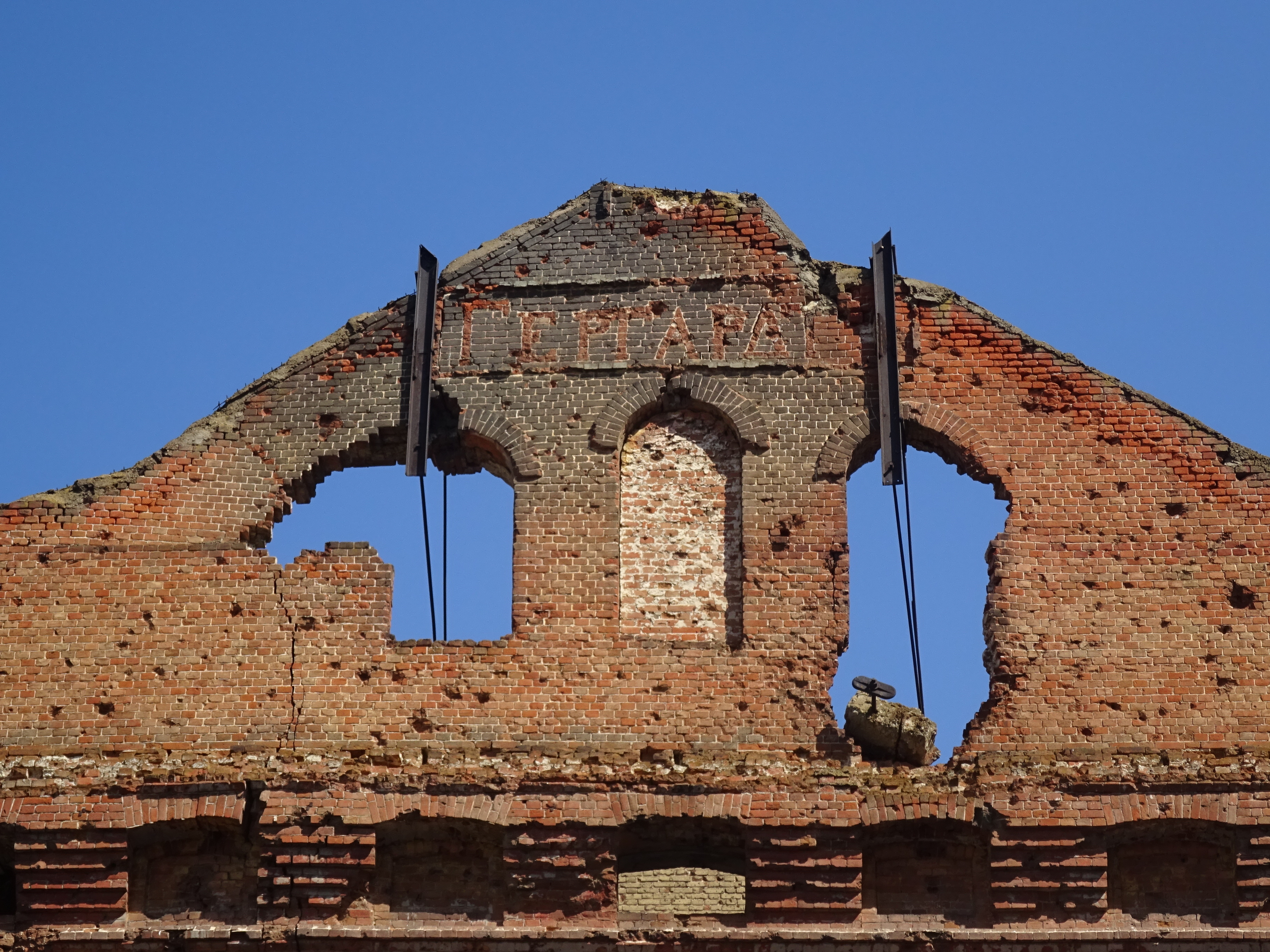
Надпись «Гергардтъ» на южном торце здания, 2019 год (в мае 2021 года из-за сильного ветра часть её обвалилась)

Здание мельницы — одно из первых в Царицыне, построенное по технологии несущего железобетонного каркаса и внешней оболочки из кирпичных стен. Хотя для города такое строительство было в новинку — оно было типовым проектом паровой мельницы начала XX века, похожие здания строились в этот период по всей Российской Империи. Здание разделено на две неравные части пожарным брандмауэром. В большей северной части размещались производственные цеха, в меньшей южной — склады готовой продукции. На обеих торцевых стенах на уровне крыши выложена кирпичом надпись «Гергардтъ» — фамилия владельца, поволжского немца Александра Гергардта. Эта же надпись выложена кирпичом другого оттенка на волжской стороне здания, на 5 этаже, по одной букве между оконными проёмами. Надпись на южном торце утрачена в 2021 году в результате аварийного обрушения кирпичной кладки. Здание было побелено, остатки побелки сохранились на волжской стороне здания. Помимо здания на участке 346 построили 2 деревянных зерновых склада по Казанской улице, одноэтажное конторское здание и гаражные боксы по Пензенской улице (после войны не восстанавливались).
В советское время мельница была национализирована, среди сталинградских мельниц она получила номер 4. В 1929 году ей было присвоено имя Константина Грудинина.

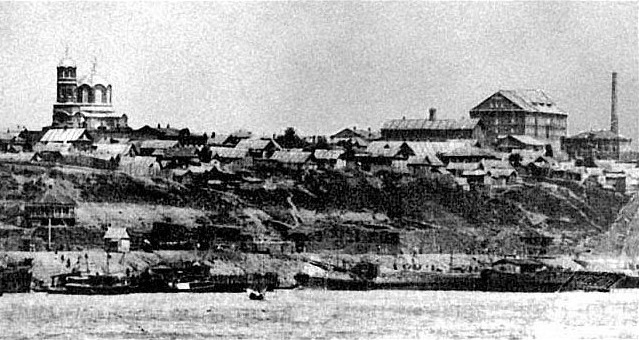
Никольская церковь и мельница. Вид с Волги
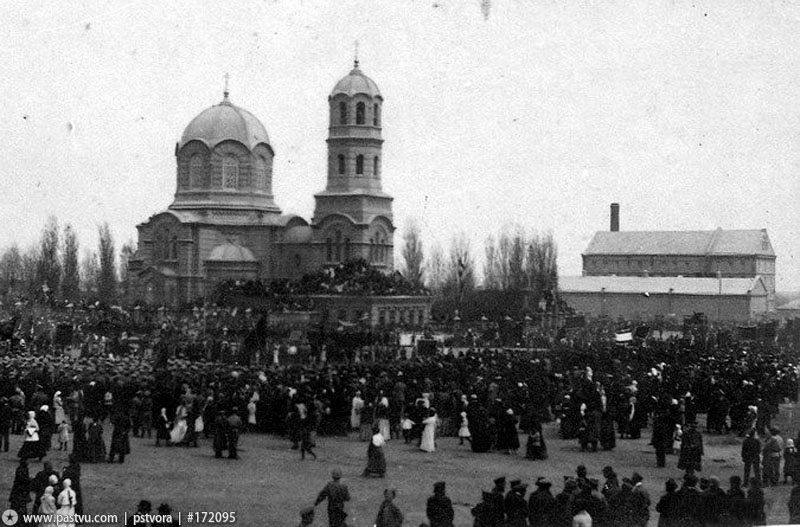
Никольская церковь и мельница
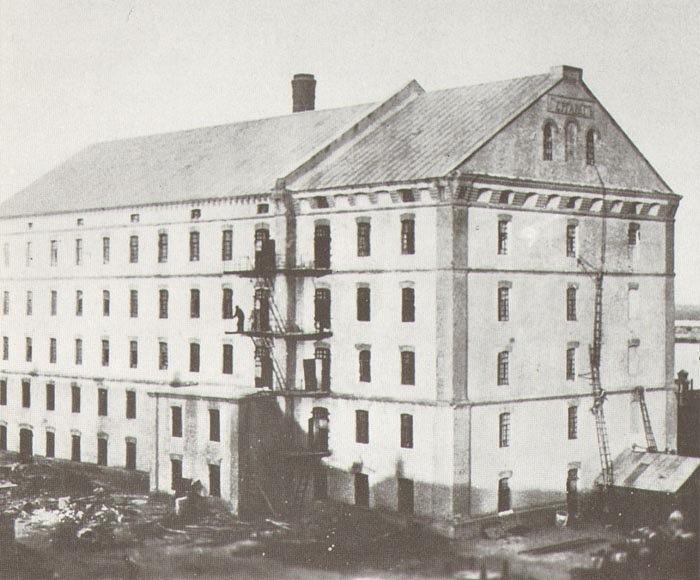
Первоначальный вид
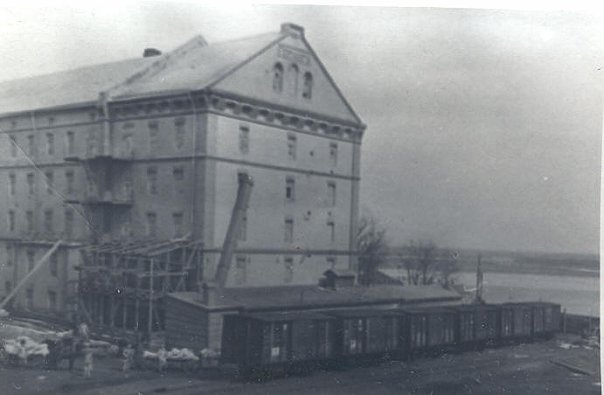
Разгрузка железнодорожных вагонов
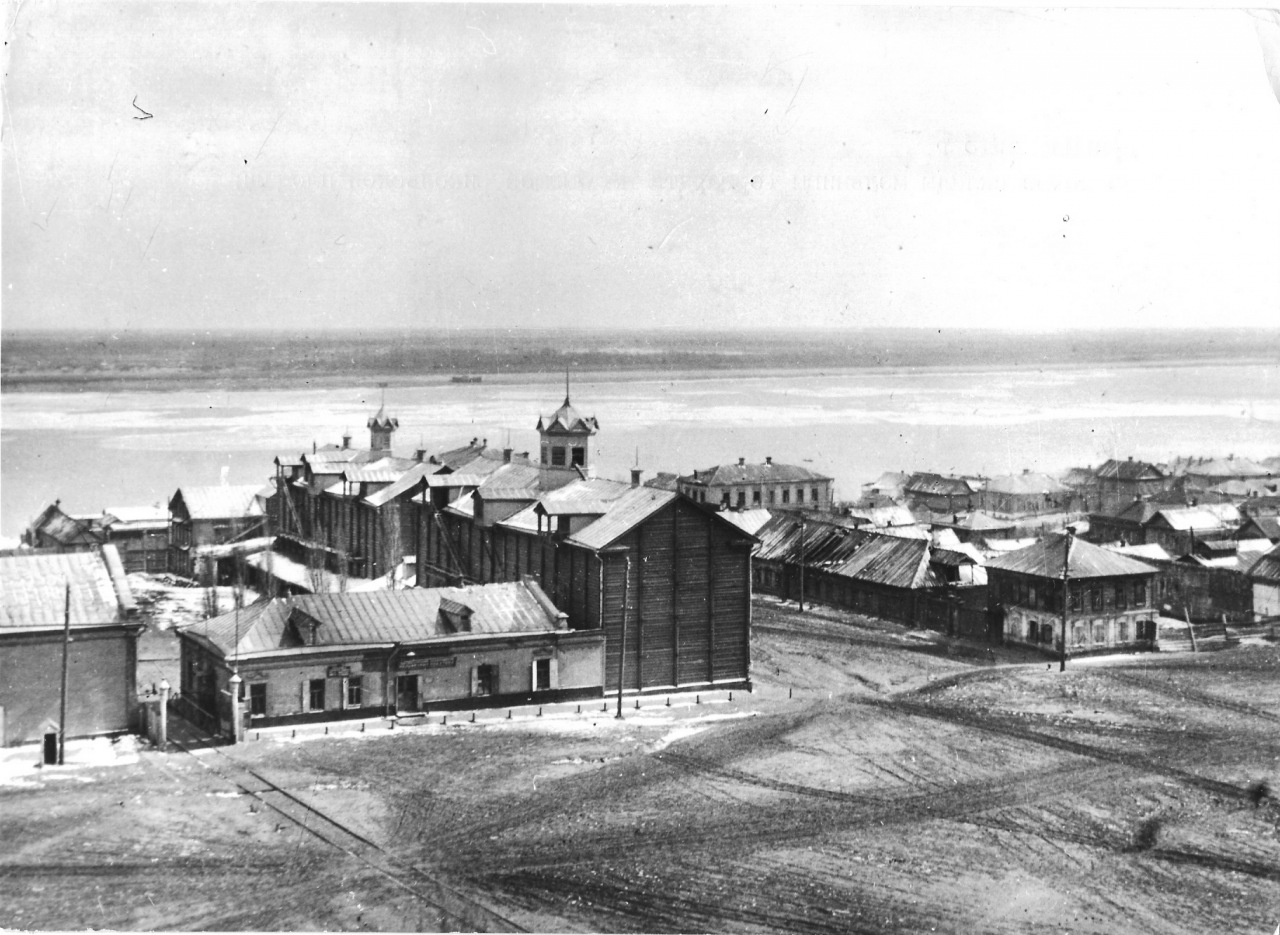
1915 год. Пересечение улиц Казанской (сейчас 13-й гвардейской дивизии) и Пензенской (сейчас — Советской). Вид с колокольни Никольской церкви на конторское помещение и 2 зерновых склада предприятия Гергардтов. Мельница в кадр не попала и находится левее ближнего к Волге зернового склада.

## Сталинградская битва
В 1930-е годы район бывших «Балкан» сильно изменился. В 1932-м году снесена Никольская церковь (стояла между памятником Ленину и домом Павлова) кроме одноэтажного здания пристройки (48°42′58″ с. ш. 44°31′49″ в. д. после боёв не восстанавливалось), площадь была переименована в «имени 9 Января» (в память о Кровавом воскресенье). На площади построены два четырёхэтажных здания-близнеца — дома для работников ОблПотребСоюза (сейчас дом Павлова) и управления комиссии СовПартКонтроля (48°42′55″ с. ш. 44°31′51″ в. д. в дни Сталинградской битвы получил название дом Заболотного, был разрушен до основания, не восстанавливался). На месте нынешнего Дома офицеров был построен двухэтажный дом, оштукатуреный в цвет молока (в боях получил название «молочный» дом, был разрушен, не восстанавливался). С юго-восточного угла было построено четырёхэтажное здание УполНаркомТяжПрома (48°42′52″ с. ш. 44°31′58″ в. д. разрушено в войну, не восстанавливалось). С южной стороны от мельницы был построен комплекс зданий НКВД (48°42′49″ с. ш. 44°31′55″ в. д. в дни войны дома специалистов, не восстанавливались) и здание Госбанка (48°42′37″ с. ш. 44°31′43″ в. д. разрушено, не восстанавливалось), с севера дом железнодорожников (48°43′05″ с. ш. 44°32′05″ в. д. Г-образный, не восстанавливался)[страница не указана 1345 дней].
Мельница проработала до 14 сентября 1942 года, когда в здание попали фугасные бомбы, что вызвало пожар и остановку работы. В этот день оборонявшая центральную часть Сталинграда 42-я стрелковая бригада генерала Батракова отступила и сражалась на небольшом участке в районе Речного вокзала. В Универмаге, здании железнодорожного вокзала, здании драматического театра, тюрьмы на улице Голубинской остались окружённые советские очаги сопротивления из разрозненных тыловых частей 62-й армии и народного ополчения из сталинградских милиционеров, пожарных, рабочих. Ночью с 14-го на 15-е сентября для исправления катастрофического положения через Волгу переправилась 13-я гвардейская стрелковая дивизия генерала Родимцева. Подразделение лейтенанта Червякова заняло здание, оставило его в тылу и продолжило наступление на помощь к 10-й дивизии НКВД, окружённой возле вокзала. Однако после жестоких боёв с 15 по 20 сентября закрепиться на рубеже вокзала не удалось, выжившие советские солдаты отступили к мельнице.
Специфика боёв в жилой застройке Сталинграда заключалась в захвате узлов обороны — зданий или группы зданий с мощными стенами и подвалами, способными выдержать прямые попадания бомб и снарядов. Такой узел обороны служил укрытием для гарнизона, организации штурмовой группы для атаки на противника. Сплошная линия фронта отсутствовала. Деревянные, одноэтажные здания, здания с глинобитными стенами игнорировались и служили нейтральной полосой. На этой полосе велась разведка, прятались снайперы, ставили мины сапёры, но не было постоянного гарнизона.
К 20 сентября линия обороны устоялась, в мельнице оборону занял 3-й батальон 42-го стрелкового полка 13-й гвардейской стрелковой дивизии. Площадь 9-го января стала нейтральной полосой, с запада от мельницы немцами был захвачен «молочный» дом, с севера Г-образный дом, с юга Госбанк и комплекс НКВД. Все они стали немецкими узлами обороны и окружили удерживаемые советскими солдатами здания с трёх сторон. Мельница, дом Павлова и Заболотного стали «Пензенским» узлом обороны (по названию Пензенской улицы), причём здание мельницы осталось единственным многоэтажным зданием в районе центральной набережной, удерживаемой советскими войсками и как очень массивное и прочное — цитаделью Пензенского узла обороны. Последний оставшийся путь снабжения — соляная пристань центральной набережной у Волги — использовался только ночью с большим риском для плавсредств. Эта пристань в сложившихся условиях стала очень важным стратегическим участком — один из немногих пологих спусков к Волге. С этого участка удобно и занять плацдарм на западном берегу Волги (что и было сделано 13-й гвардейской стрелковой дивизией), и контролировать место возможной переправы на восточный берег.
Фронт пришёл в движение в январе 1943 года, 13-я дивизия начала наступление в район Мамаева Кургана, площадь 9-го января перестала быть простреливаемой нейтральной полосой. Только тогда удалось собрать тела погибших на площади, лежащих ещё и с сентябрьских боёв, и погибших в зимний период. Они похоронены в братской могиле на площади, после войны над ней поставлен гранитный памятник 48°43′00″ с. ш. 44°31′50″ в. д.. На данный момент на этой братской могиле нет имён, хотя некоторых из них возможно установить, в ней похоронены погибшие при атаке на «молочный дом» 22 октября 1942 года, например И. И. Наумов, Н. Е. Заболотный.
Здание находилось в полуокружении 58 дней, и за эти дни выдержало многочисленные попадания авиабомб и снарядов. Эти повреждения видны и сейчас — буквально каждый квадратный метр наружных стен иссечён снарядами, пулями и осколками, на крыше железобетонные балки перебиты прямыми попаданиями авиабомб. Из здания взрывами выбиты сотни кубометров очень качественной кирпичной кладки и железобетона. Стороны здания свидетельствуют о разной интенсивности миномётного и артиллерийского огня — минимальные с волжской, с трёх других сторон видны следы расстрела из всех видов артиллерии, а также бойницы в оконных проёмах, сделанные защитниками дома. Уцелеть и не быть разрушенным до основания зданию помогла изначально заложенная в конструкцию повышенная прочность и виброустойчивость железобетонного каркаса, необходимая для работы промышленного оборудования мельницы.

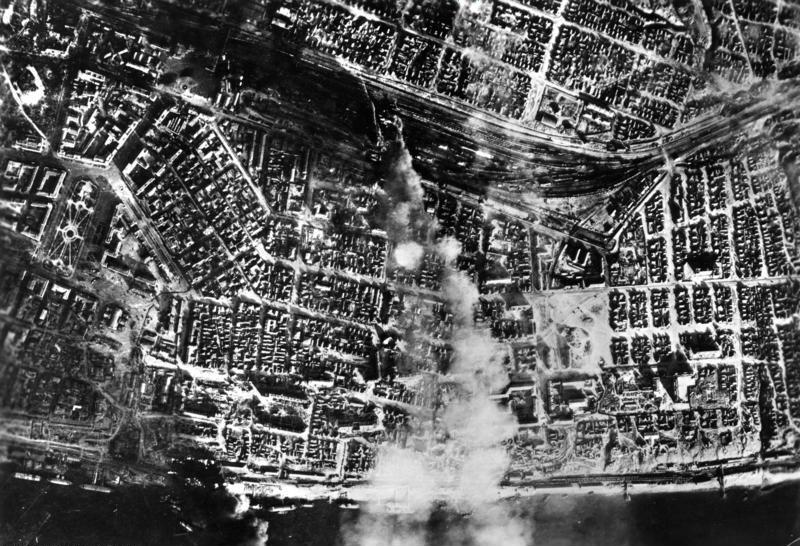
Ермановский район, август 1942
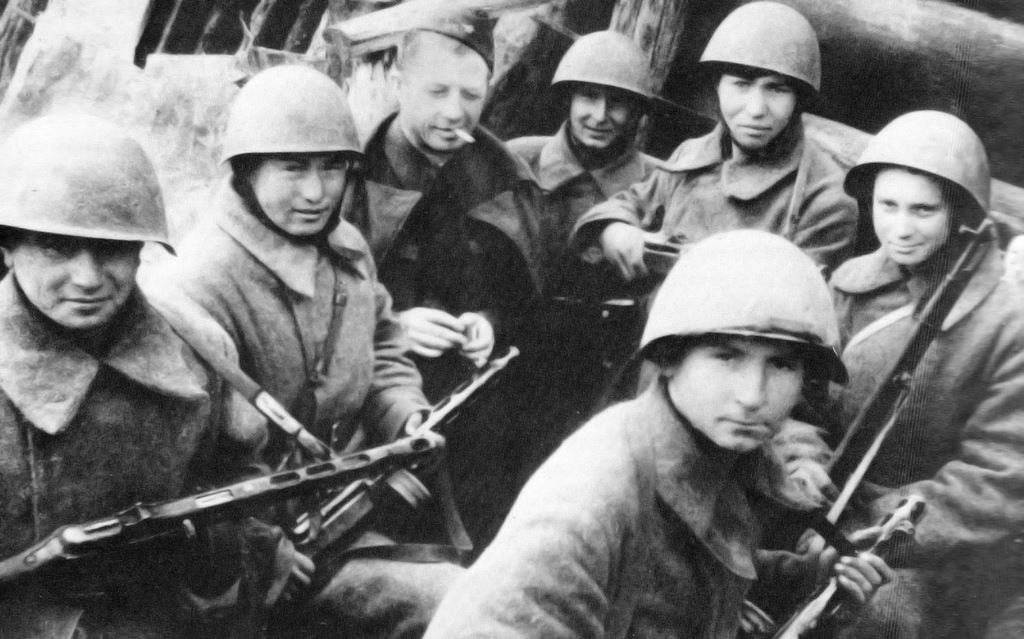
Командир 13-й гвардейской дивизии генерал Родимцев (в центре, с папиросой)
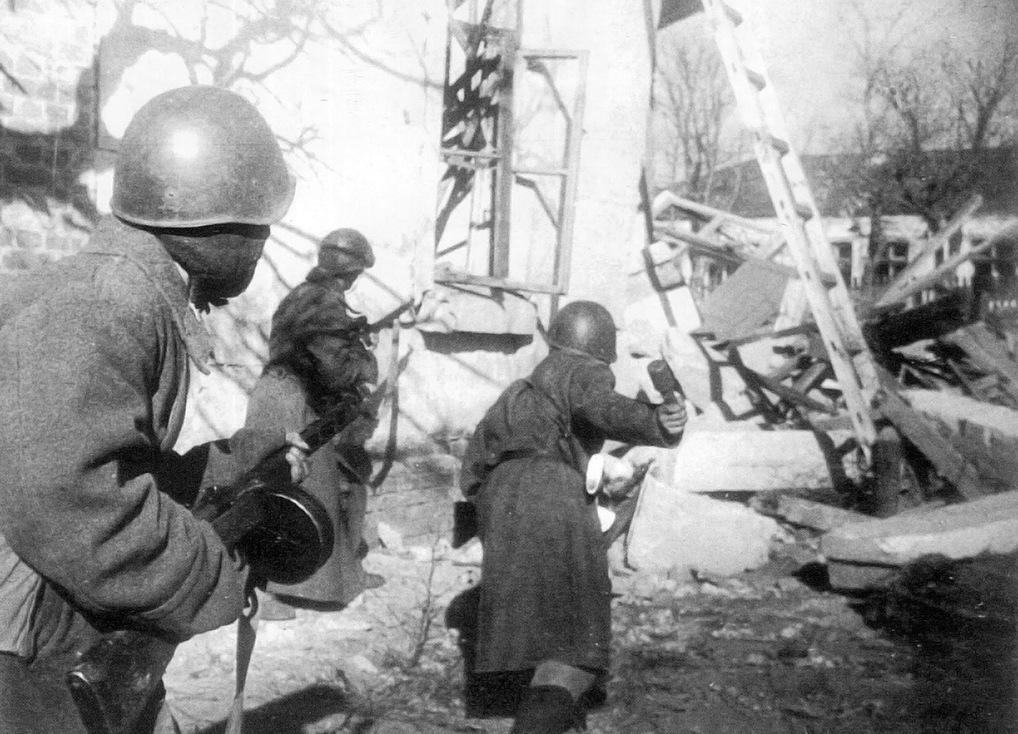
13-я гвардейская дивизия в бою
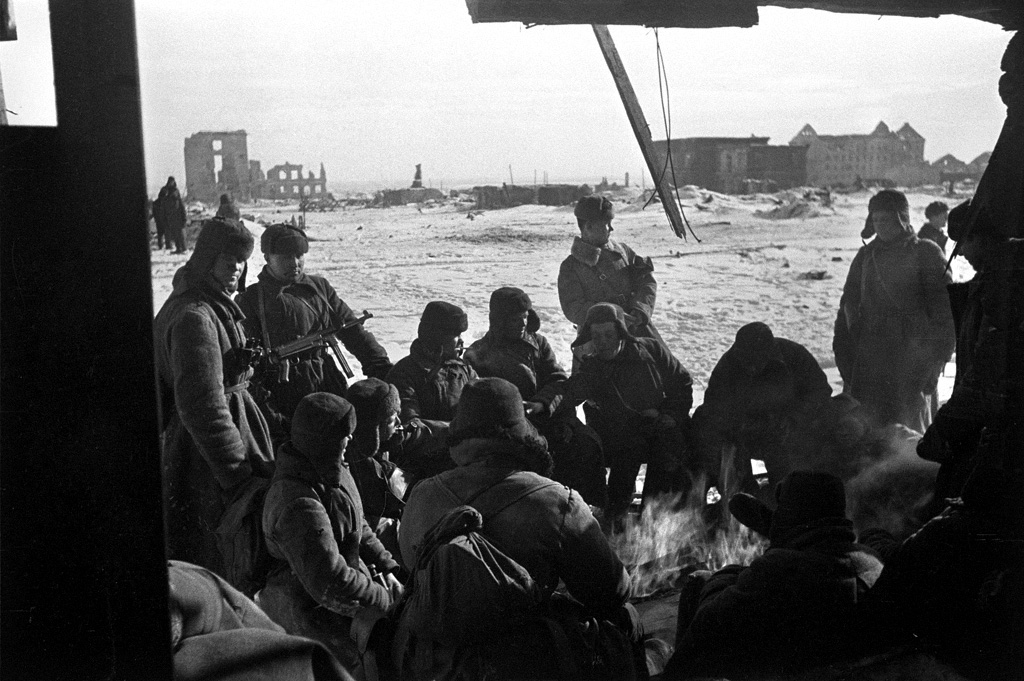
7 января 1943 года. Справа на заднем плане — мельница

## Персоналии
Александр Гергардт родился 23 января 1864 года в колонии Штрауб (нем. Straub) (ныне — село Малая Скатовка Татищевского района Саратовской области), в семье поволжских немцев, окончил реальную школу в Саратове и стал компаньоном своего деда в 1883 году. Затем, совместно с дядей Августом Даниловичем Гергардтом и братьями (Иван Карлович, Александр Карлович и Александр Александрович Гергардты), Александр основал торговый дом «А. Д. Гергардт и племянники» в Царицыне, который в дальнейшем был преобразован в акционерное общество «Братья Гергардт». После 1917 года он был взят как заложник за арестованного в Германии Карла Радека. 1 января 1933 года арестован в Москве органами ГПУ, где умер в заключении 21 апреля 1933 года.
Константин Николаевич Грудинин — секретарь партийной ячейки ВКП(б) госмельницы № 4, член партии РКП (б) с 1916 года, участник Гражданской войны. Работал на мельнице токарем с 1920 года. Застрелен 26 мая 1922 Александром Герлингером.

 После того, как отнёс просо, Герлингер вернулся в помещение прососушки в весо-приёмочное помещение, где находился Грудинин. Подходя к последнему сзади с револьвером в руках, Герлингер размахивал револьвером сверху вниз и щёлкал курком, без намерения выстрелить и причинить кому-либо ранения. Не доходя 2-3 шагов до Грудинина, выстрелил и смертельно ранил его в голову. Пуля попала в затылочную кость и вышла в правую сторону лобной кости — Уголовное дело по убийству
Похоронен в братской могиле вместе с Яковом Ерманом и Иваном Тулаком (могила сохранилась и находится в Комсомольском саду Волгограда). 27 октября 1922 года Революционный трибунал приговорил Герлингера к 1,5 годам лишения свободы с учётом 5 месяцев, проведённых им во время следствия в тюрьме плюс 1 год лишения всех гражданских прав. Имя Константина Грудинина было присвоено мельнице в 1929 году.
Захар Петрович Червяков — командир 1-го батальона 42-го полка 13-й гвардейской дивизии. Захватил здание мельницы при высадке в ночь на 14 сентября 1942 года и продолжил наступать в сторону железнодорожного вокзала, где был ранен и эвакуирован за Волгу.
Иван Иванович Наумов — командир 7-й роты 3-го батальона 42-го полка 13-й гвардейской дивизии, оборонявший мельницу с второй половины сентября 1942 года. Погиб при атаке на «молочный дом» 24 ноября 1942 года.
Иван Филиппович Афанасьев — командир пулемётного взвода 7-й роты 3-го батальона 42-го полка 13-й гвардейской дивизии. Командовал обороной дома Павлова, входящего в Пензенский узел обороны. Тяжело ранен при атаке на «молочный дом» 24 ноября 1942 года. После войны жил в Волгограде, почётный гражданин города.
Николай Епифанович Заболотный — младший лейтенант, командир взвода 7-й роты 3-го батальона 42-го полка 13-й гвардейской дивизии. Руководитель обороны «дома Заболотного», входящего в Пензенский узел обороны. Погиб при атаке на «молочный дом» 22 ноября 1942 года.
Алексей Ефимович Жуков — командир 3-го батальона 42-го полка 13-й гвардейской дивизии.

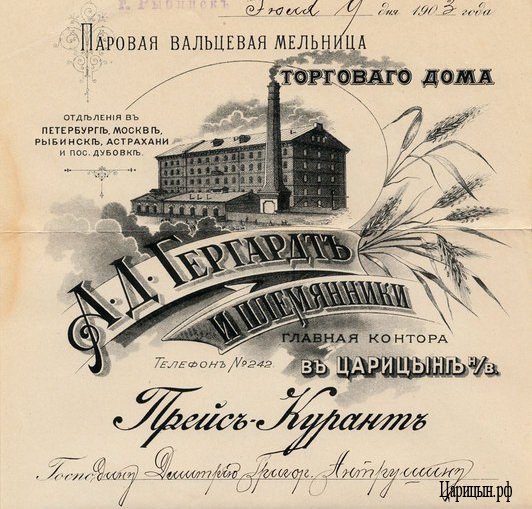
Прейскурант торгового дома братьев Гергардтов с видом мельницы
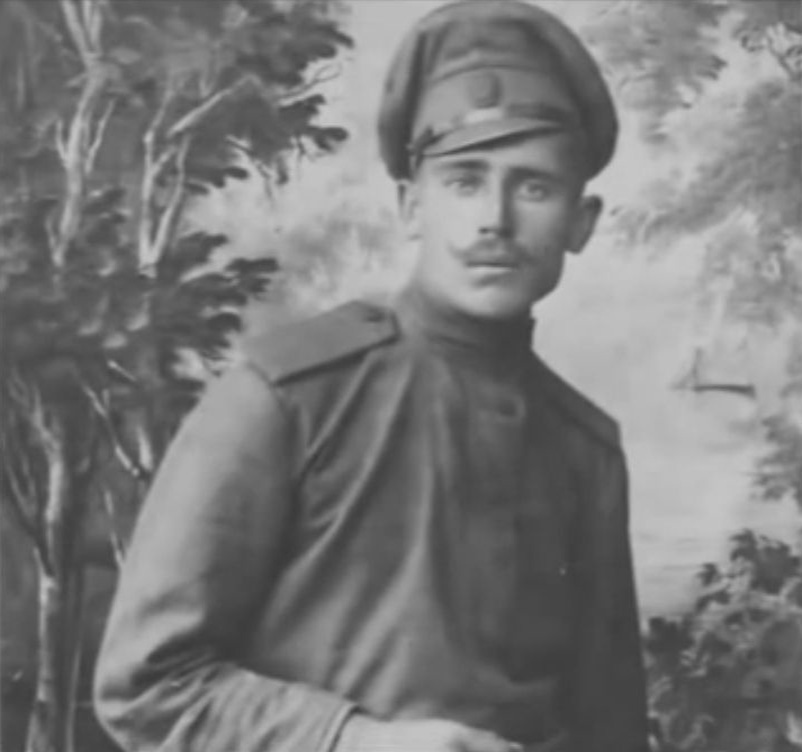
Константин Грудинин

## Интересные факты
- У здания имелся «близнец» — вторая мельница Гергардта в пойме реки Царицы48°42′08″ с. ш. 44°30′26″ в. д.HGЯO. Оно тоже выстояло в Сталинградской битве, получив значительные разрушения, тоже не восстанавливалось после войны и в 1960-х годах было засыпано грунтом при строительстве станции «Площадь Чекистов» Волгоградского метротрама. Это здание разделило судьбу ещё нескольких мельниц царицынских предпринимателей Миллера и Туркина, которые были засыпаны на склонах реки Царица в 1950—1960-е годы, несмотря на сохранность «коробок» зданий. Впрочем, в Волгограде сохранились два здания царицынских мельниц: действующее предприятие «Сарептская мельница» — бывшая паровая мельница братьев Бауэр — и перестроенная после войны в административное здание по улице Кирсановская, дом 6[12] 48°41′53″ с. ш. 44°30′10″ в. д.HGЯO
- Здание мельницы — одно из трёх зданий, специально оставленных невосстановленными после Сталинградской битвы. Два других — здание командного пункта 138-й дивизии на острове Людникова и здание заводской лаборатории завода «Красный Октябрь»[13].
- В 1943 и нескольких последующих годах из-за катастрофической нехватки помещений в разрушенном городе некоторые комнаты здания мельницы были минимально отремонтированы и заселены[14]. После принятия решения о создании музея-памятника все следы послевоенного ремонта были демонтированы.
- До 1980-х годов внутрь здания был разрешён доступ для экскурсий[15].
- Туристы и жители города часто путают мельницу Гергардта с Домом Павлова, находящимся на противоположной стороне улицы[16].

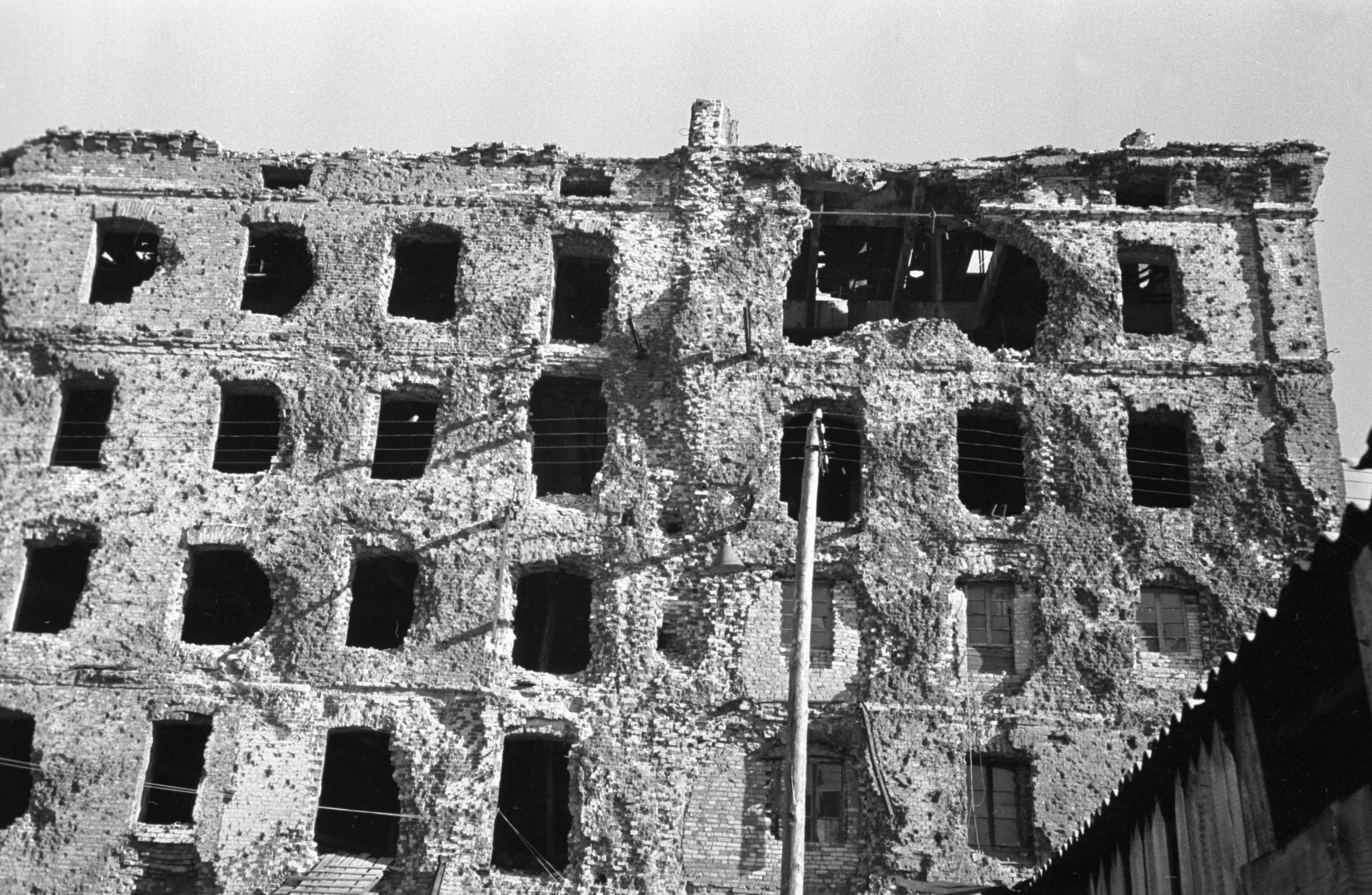
Первые послевоенные годы (заметны заложенные пробоины и остекление окон)
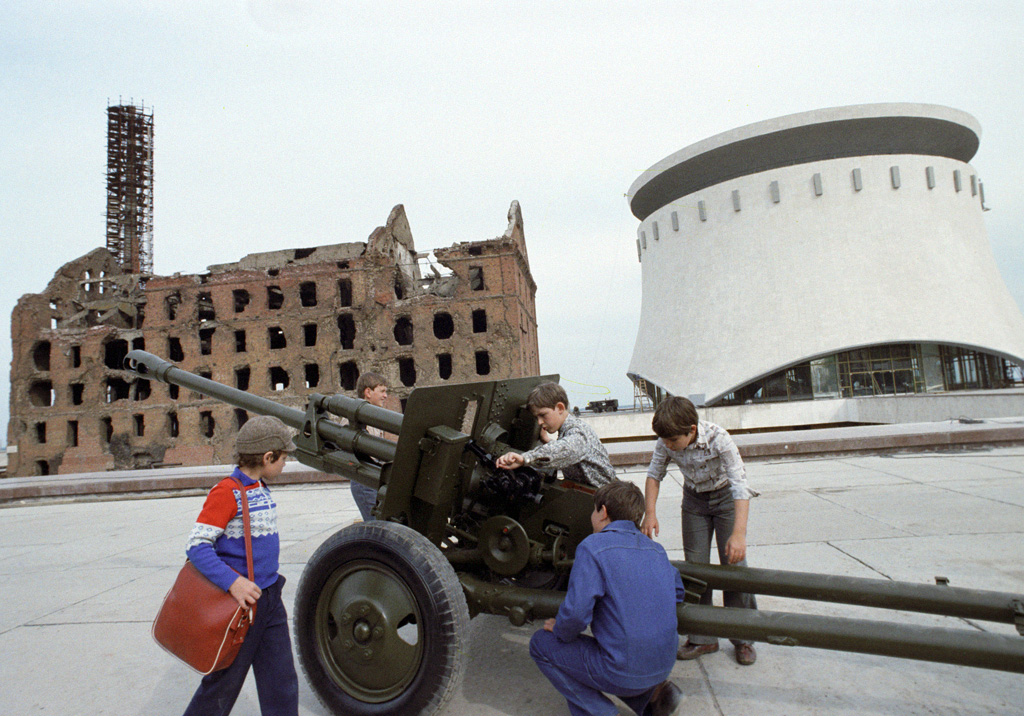
В 1982 году
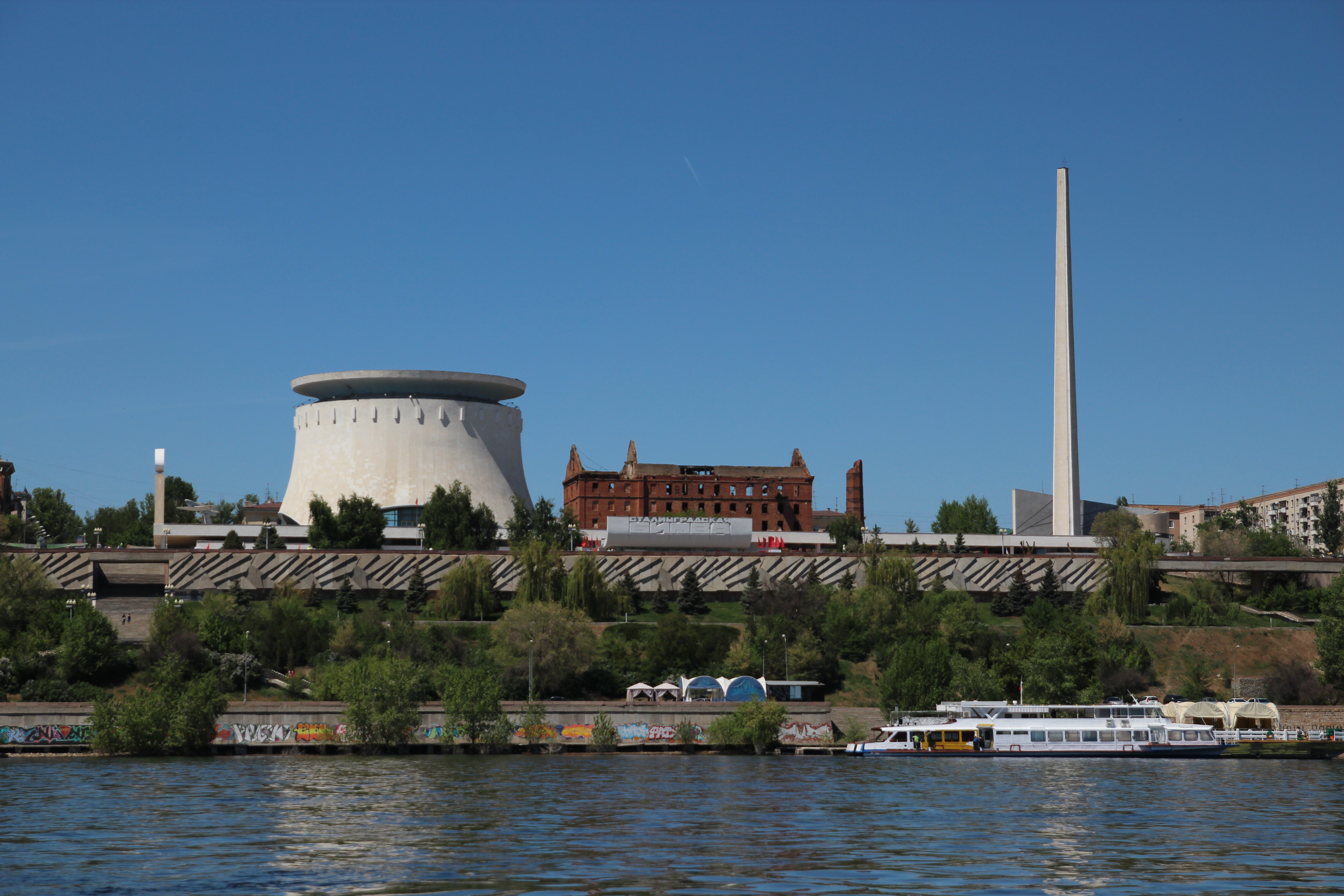
Вид с Волги (н. в.)
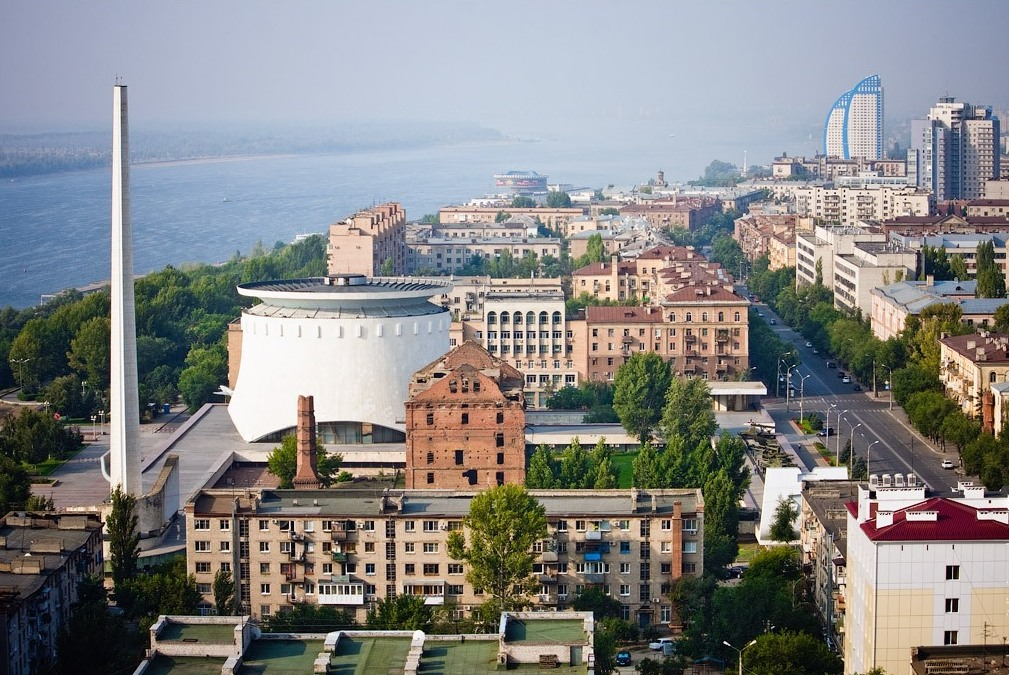
Вид с северной стороны (н. в.)